# 奈雪的茶

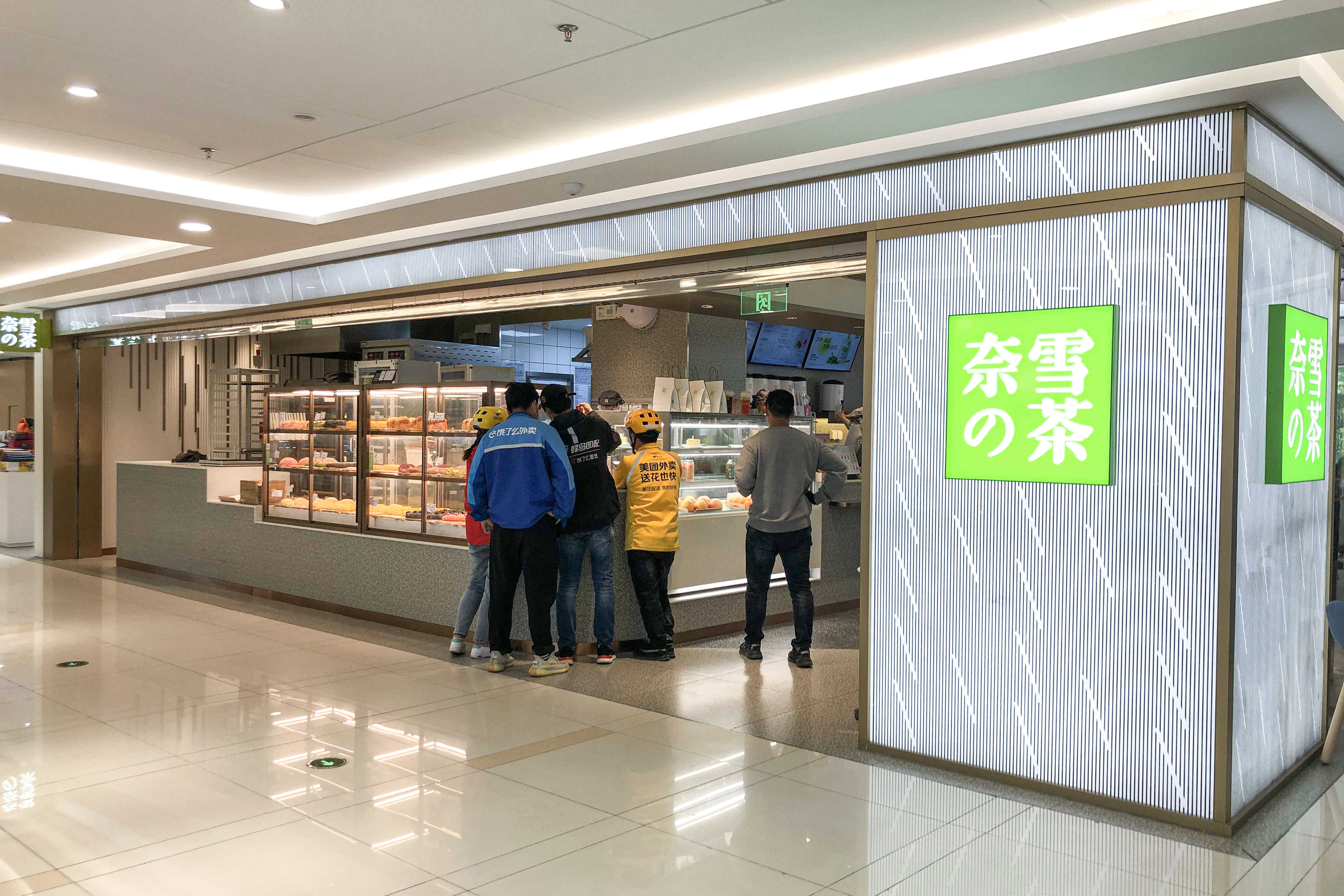
奈雪的茶北京长安商场分店

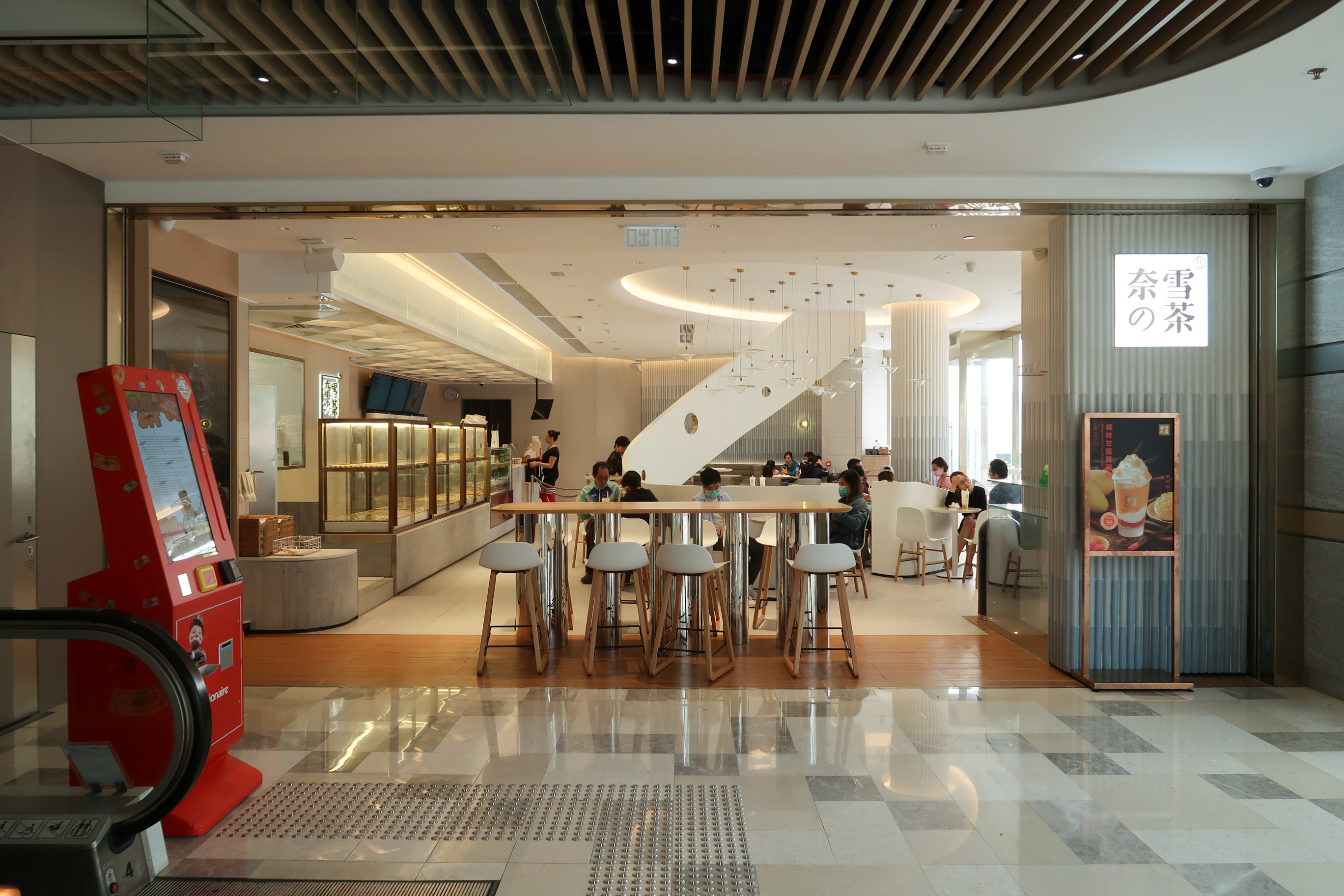
奈雪的茶在香港山頂廣場的分店

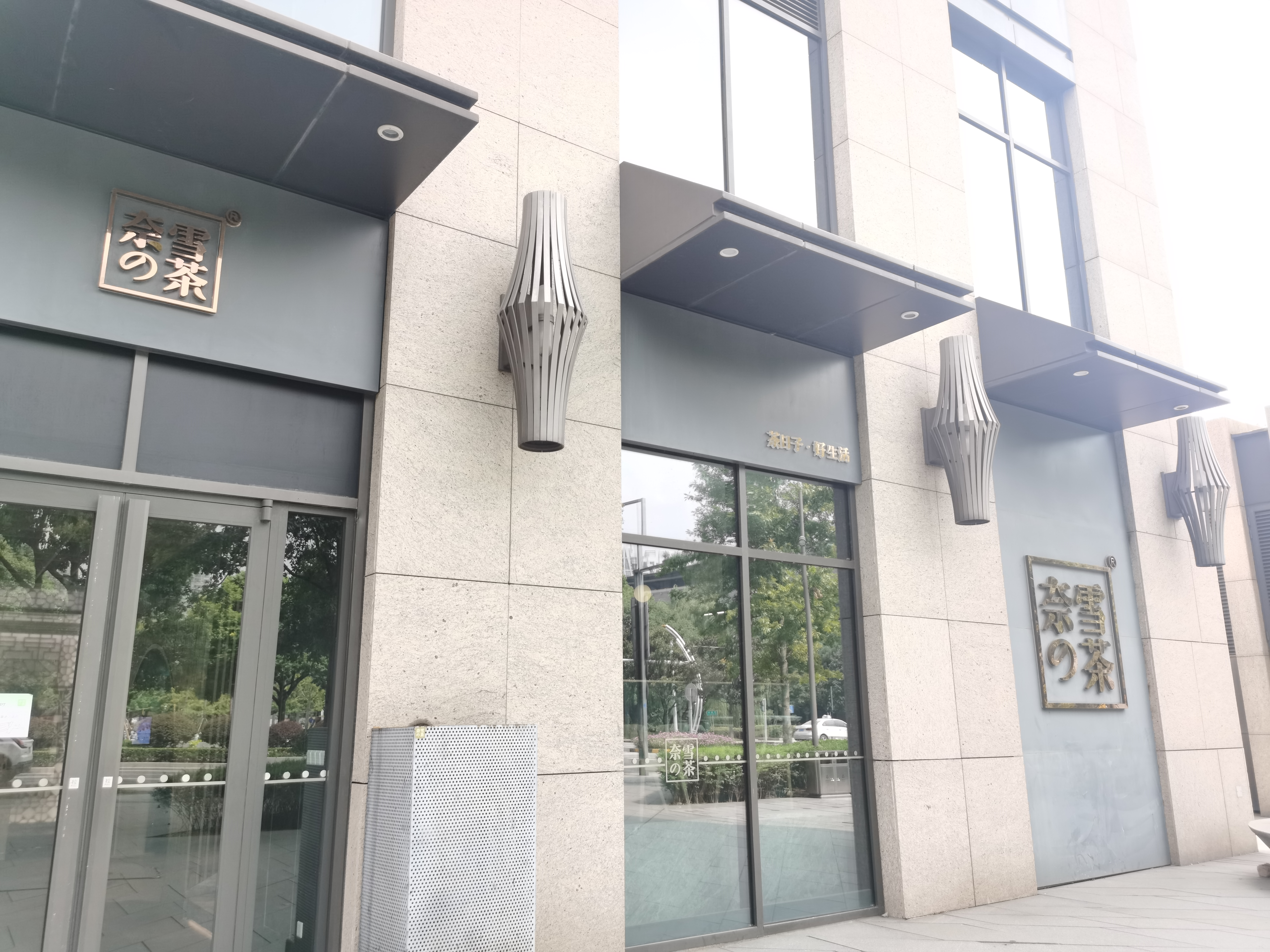
奈雪的茶苏州诚品生活分店

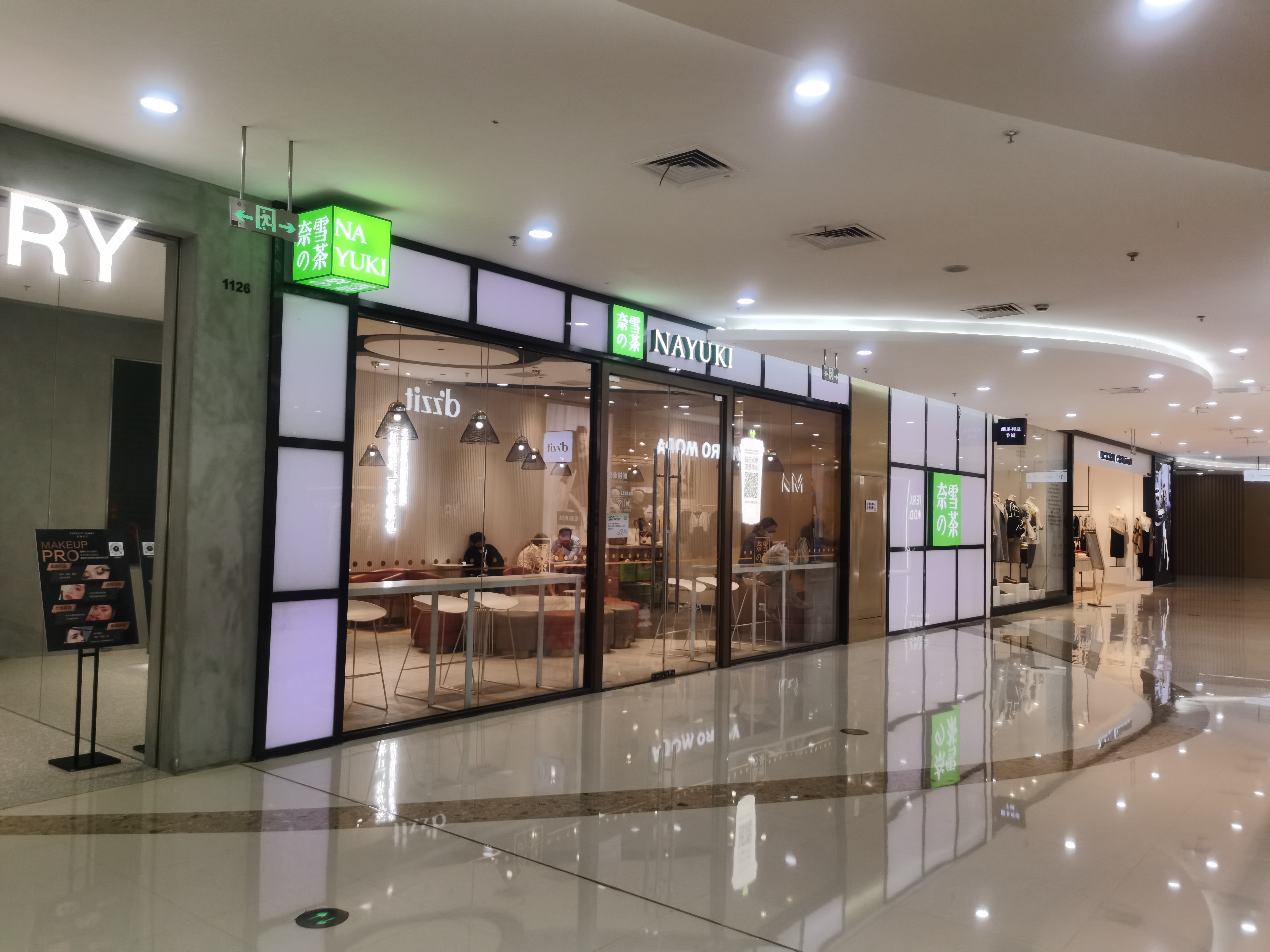
奈雪的茶上海五角场万达广场分店

奈雪的茶控股有限公司（英語：Nayuki Holdings Limited）是中国的茶饮运营商，主要经营現製营茶饮品牌“奈雪の茶”及子品牌“台蓋”。2021年6月30日，奈雪的茶在香港交易所挂牌上市，被称为“全球茶饮第一股”。

## 历史

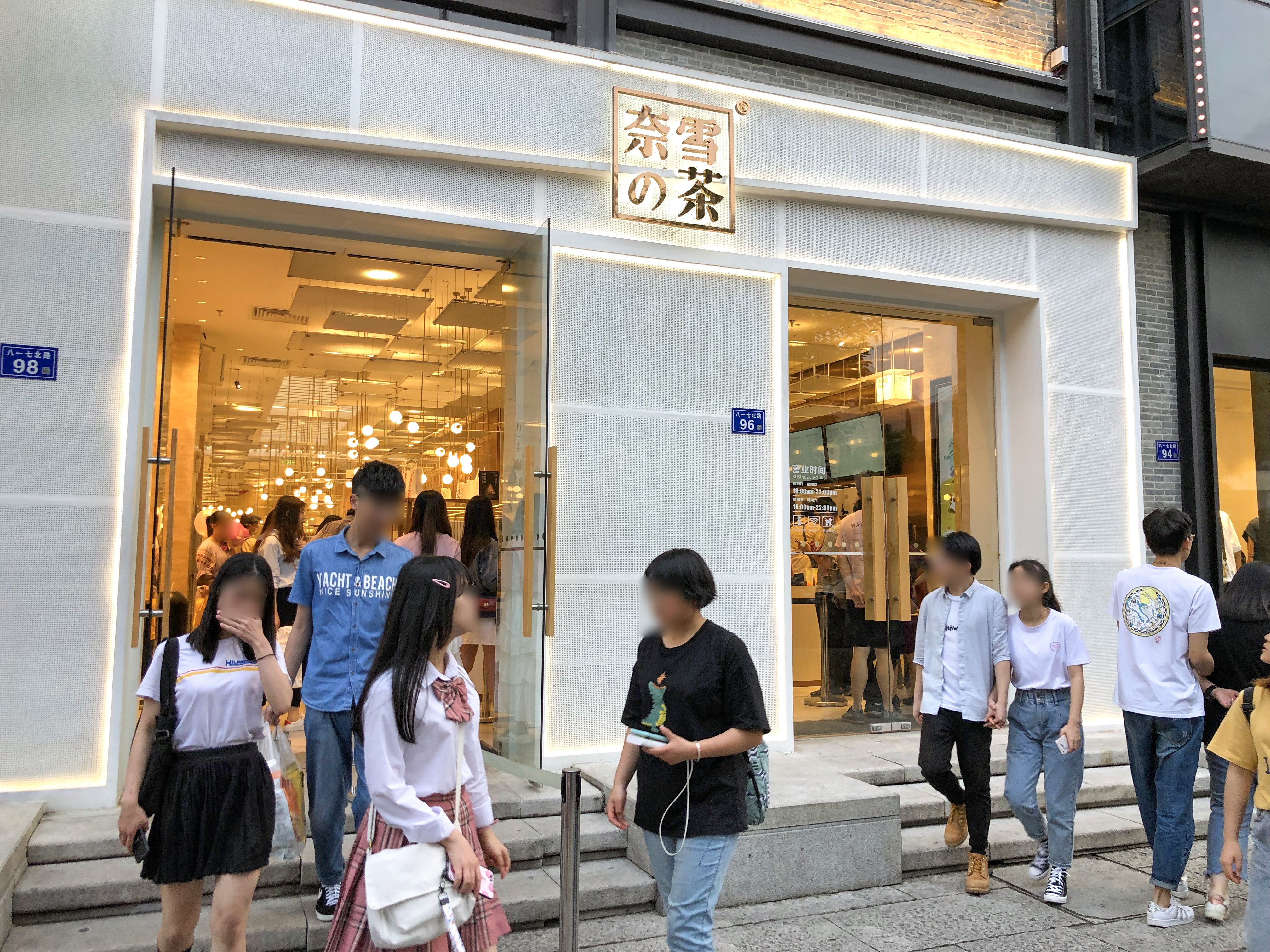
福州东街口分店（2019年5月）

奈雪的茶创立于2015年，总部位于深圳，“奈雪”为创始人彭心的网名。奈雪的茶使用茶叶、鲜牛奶、新鮮水果製備現製茶飲。
2017年1月，奈雪的茶拿到A轮7000万元投资，当年8月又拿到A+轮2200万元投资。2017年12月，奈雪的茶由广东向全国范围内扩张，正式开启“全国城市拓展计划”。截至2020年12月，奈雪的茶已遍布全国66个城市，共开设489家门店，註冊會員人數近2800万。
2021年2月11日，奈雪的茶正式向港交所提交上市申请，同年6月30日在港交所挂牌上市。
2022年11月，该公司的门店招牌由“奈雪の茶”逐步改版为“奈雪的茶”，“NAYUKI”也逐步改版为汉语拼音“NAIXUE”，字体也变为线条更为平直的版本。
2022年12月5日，奈雪的茶宣布投资乐乐茶品牌运营方上海茶田餐饮管理有限公司，预计持有后者43.64%股本权益，总对价为5.25亿元人民币。交易完成后，乐乐茶将保持独立运营。

## 财报
2018-2021年，奈雪收入分别为10.86亿元、25.01亿元、30.57亿元及43亿元。年内亏损则达到6972万元、3968万元、2.03亿元及45.23亿元。

## 品牌
- 奈雪の茶：高端現製茶飲店旗艦品牌，提供鮮果茶、鮮奶茶及純茶等現製茶飲及烘焙產品。
- 台蓋：平价茶饮品牌，提供一系列經典奶茶及檸檬茶飲料。
- 梨山：水果茶品牌，目前已停止运营。

## 店型

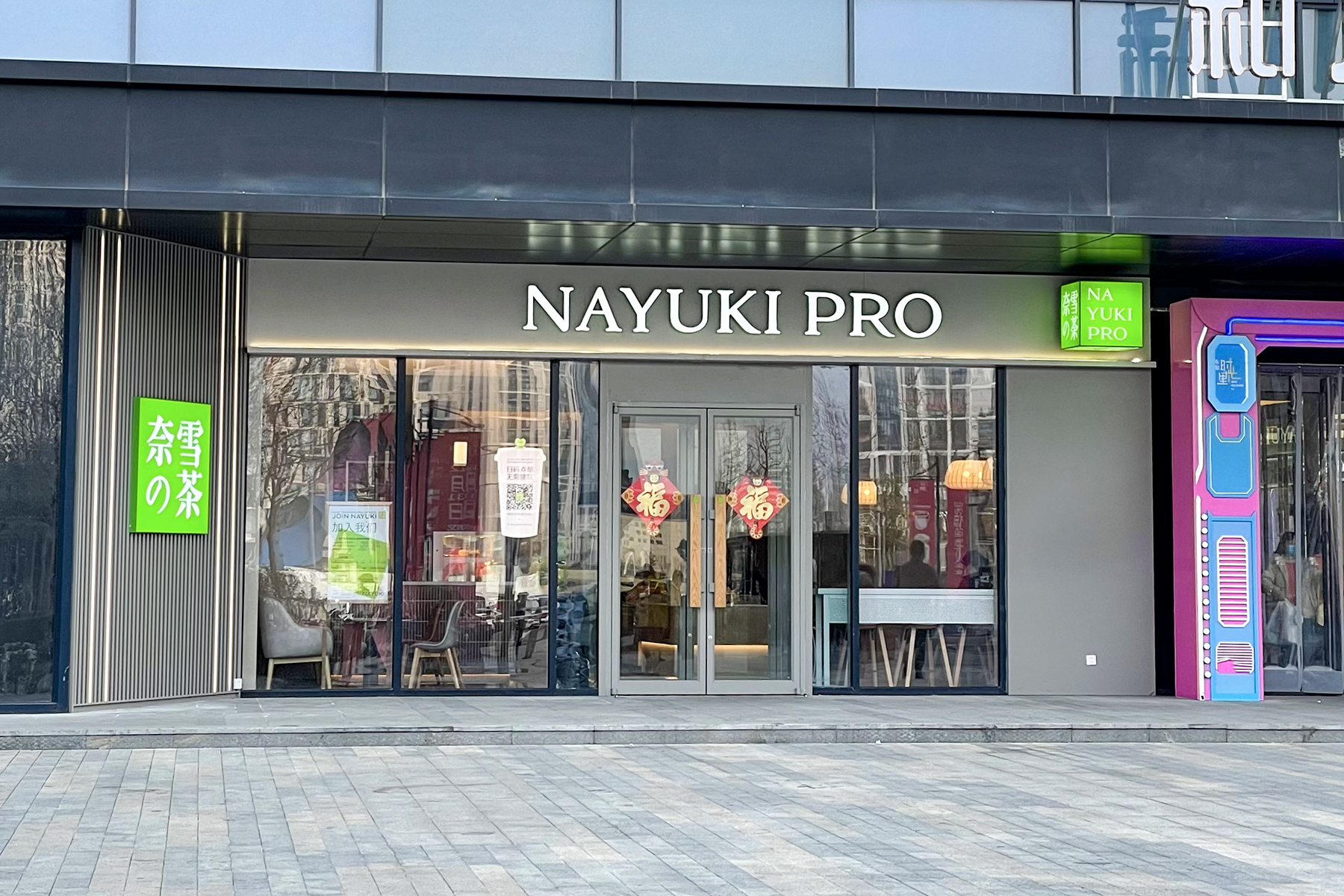
奈雪PRO郑州龙子湖时光里分店

- 標準茶飲店（选址于商业中心，包括具有多元化奈雪的茶概念店）
  - 奈雪夢工廠店（更为时尚化，推广創新產品，首店於2019年11月在深圳开业）
  - 奈雪的禮物店（首店在厦门开业，提供娃娃机等流行游戏设备）
  - 奈雪Bla Bla Bar（雞尾酒屋）
- 奈雪PRO（選址在高級寫字樓及高密度住宅社區，專注於到店取貨及外卖服务、銷售預製烘焙產品）

## 問題
新華社於2021年8月2日報道，指奈雪的茶在北京有多家門店，出現蟑螂亂爬、水果腐爛、隨意更換產品標籤、食品加工衛生環境髒亂、食品原材料變質等食品等安全問題。廣東市場監管局對省內奈雪的茶門店及相關網紅飲品店，進行專項風險隱患突擊檢查，並聯合深圳市市場監管局，對位於深圳的奈雪的茶總部展開約談，截至3日傍晚6時，全省出動執法人員1787人次，檢查奈雪的茶及同類門店共1233家，發出現場責令整改通知書33份，並警告兩家門店。事件被揭發後奈雪的茶隨即在微博道歉，強調集團非常重視事件，已即時成立專項工作組，對涉事門店展開連夜徹查及整改。同時亦邀請市場監督管理局上門檢查，會第一時間公布檢查結果。公司又指，每個月都會聘請專業滅蟲公司對分店進行2至4次消毒，會進一步加大消毒力度。翌日再發公告指，全國被查門店抽查結果合規合格，未發現報道提及的問題。8月23日，国家市场监管总局通报有关情况。通报说，北京市市场监管部门获知北京市“奈雪的茶”奶茶店加工使用腐烂水果等食品安全问题的线索后，立即对涉事门店开展现场检查，针对其违法违规行为，进行立案查处，拟对2家涉事门店均给予顶格罚款10万元，对2家门店店长分别罚款25万元和罚款28万元；北京市市场监管部门、广东省市场监管部门全面排查了辖区内奈雪的茶及类似门店1811家，责令整改50家，警告2家，立案查处23件。